# Ospital Monacale
Ospital Monacale è una frazione del comune di Argenta, in provincia di Ferrara, popolata da 595 abitanti
è situata sul lato sinistro del fiume Po di Primaro e benché faccia parte del comune di Argenta, gravita sulla cittadina bolognese di Molinella distante appena 7 km.
Il centro abitato antico si sviluppa lungo l'asse di via Zenzalino.

## Storia

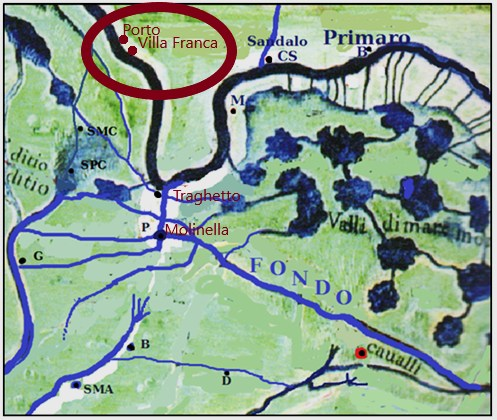
Mappa di Villa Franca, l'antico nome del paese.

A seguito della decisione, svoltasi nel 708-709 dc da Felice (arcivescovo), di tagliare dell'argine destro del Po creando un nuovo ramo chiamato Padus Primarius  si formarono, tra l'800 ed il 900 dc, i primi minuscoli villaggi fluviali sulla riva destra e sinistra del nuovo corso d’acqua che da Ferrara si dirigeva verso Argenta per sfociare nel Mare Adriatico a nord di Ravenna e tra questi Ospital Monacale e tutti basati su un'economia valligiana (pesca e commerci fluviali), sorgendo, essi,  tra il Po di Argenta e le valli circostanti alimentate dal fiume medesimo non arginato.
Inizialmente tutto il territorio lungo il Primaro apparteneva all’Arcivescovato di Argenta, per poi passare ai conti di Ferrara e quindi agli Este.
In origine l’attuale Ospital Monacale di chiamava “Villa Franca” perché godeva, in quel punto, dell’esenzione dei dazi sul Po di Primaro, mentre vigevano a Traghetto, Consandolo, Gaibana e altri villaggi lungo il fiume.
Il Porticciolo Villa Franca, poi Ospital Monacale fu attivo sino alla prima metà del 1500 come punto di passaggio e anche attracco di barche di piccola e media stazza per poi essere navigabile solo con barche piccole a causa del progressivo interrimento del Po di Primaro e impoverimento delle sue acque ma fu particolarmente attivo nel 1300-1400.
Anche imbarcazioni commerciali di Molinella, dirette a Ferrara, vi facevano sosta dopo avere navigato sino a Traghetto sul “Canalazzo” e poi sul Po di Primaro cariche di ogni genere alimentare e bestiame vivo provenienti dalla vicina Romagna e dal Mare Adriatico.

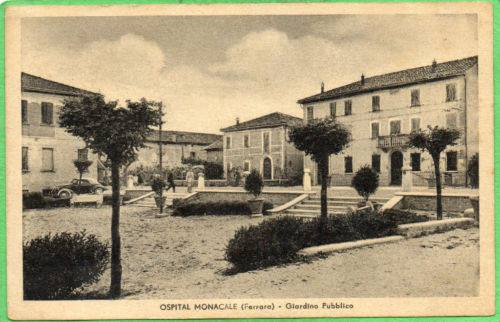
Foto d'epoca di Ospital Monacale

In occasione dei primi mercati tenutisi a Molinella, verso la metà del XVI secolo, vi partecipavano anche mercanti di Ospital Monacale, Traghetto e Consandolo.
Un legame, quello tra Ospital Monacale e Molinella che proseguì anche nei secoli successivi  mantenendosi sino ai giorni nostri.
Il porticciolo sorgeva sulla riva sinistra del Po di Primaro, appena fuori dal villaggio di Villa Franca, dove ancora oggi esiste la brevissima “Via del Porto” che si dirama dalla vicinissima via Zenzalino.
Sin dal X-XI° secolo s’erano insediati nella zona tra Gaibana e Passo Morgone i monaci Benedettini e poi, a Villa Franca, i canonici di Gaibana e Monestirolo, quindi i monaci di San Bartolomeo che vi eressero il primo luogo di culto dedicato, appunto, a San Bartolomeo Apostolo e forse anche un piccolo “Spedale” (alloggio per pellegrini e viandanti) prima ancora dell’arrivo delle Monache di San Silvestro di Ferrara.
Queste ultime, dopo una diatriba con i Monaci di San Bartolomeo, si videro riconoscere, dal Vescovo di Ferrara, Bernardo, il diritto di “Jus Patronato” sulla Chiesa, ampliata e in parte ricostruita e consacrata il 22 giugno 1358 dal vescovo di Ferrara, Bernardo, alla presenza della Badessa Anna del Monastero di S. Silvestro, già proprietaria di varie tenute in zona, gestendo anche lo “Spedale” anzi citato; chiesa poi eretta in parrocchiale nel XVI secolo. E da quel momento in poi il paese cambiò nome diventando “Ospedale delle Monigane” o “Monicane”, poi “Spedale delle Monacale”, “Spedale delle Monache” e in seguito, Ospital Monacale.

## Monumenti e luoghi d'interesse
- Chiesa di San Bartolomeo Apostolo, risalente al X secolo
- Villa Muratori

## Economia
L'economia è principalmente agricola e basata sulla coltivazione di frutta, in particolare mele e pere, di ottima qualità e particolarmente apprezzate sui mercati.
In passato era molto diffusa la coltivazione e la lavorazione della canapa, una fibra tessile molto diffusa in alternativa al ben più costoso cotone, coltivazione attualmente non più in essere; si trovano ancora nelle campagne alcuni invasi di acqua (maceri) nei quali venivano posti in macerazione i fasci di canne da canapa, in modo da eliminare per putrefazione la frazione legnosa e liberare la fibra: successivamente l'invaso veniva svuotato e i fasci venivano fatti asciugare al sole per successiva lavorazione meccanica di battitura e raccolta della fibra grezza pronta per le lavorazioni finali.